# Rvaši
Rvaši este un sat din comuna Cetinje, Muntenegru. Conform datelor de la recensământul din 2003, localitatea are 72 de locuitori (la recensământul din 1991 erau 130 de locuitori).

## Demografie
În satul Rvaši locuiesc 65 de persoane adulte, iar vârsta medie a populației este de 56,2 de ani (51,9 la bărbați și 58,9 la femei). În localitate sunt 38 de gospodării, iar numărul mediu de membri în gospodărie este de 1,89.
|  |

| Demografie | Demografie | Demografie |
| An         | Locuitori  | Locuitori  |
| ---------- | ---------- | ---------- |
|            |            |            |
|            |            |            |
|            |            |            |
|            |            |            |
| 1948       | 383        |            |
| 1953       | 391        |            |
| 1961       | 365        |            |
| 1971       | 257        |            |
| 1981       | 194        |            |
| 1991       | 130        | 130        |
| 2003       | 89         | 72         |

| \| Componența etnică conform recensământului din 2003[2] \| Componența etnică conform recensământului din 2003[2] \| Componența etnică conform recensământului din 2003[2] \| Componența etnică conform recensământului din 2003[2] \| Componența etnică conform recensământului din 2003[2] \| \| ----------------------------------------------------- \| ----------------------------------------------------- \| ----------------------------------------------------- \| ----------------------------------------------------- \| ----------------------------------------------------- \| \| \| \| \| \| \| \| Muntenegreni \| Muntenegreni \| \| 54 \| 75% \| \| Sârbi \| Sârbi \| \| 14 \| 19,44% \| \| Iugoslavi \| Iugoslavi \| \| 1 \| 1,38% \| \| necunoscută \| necunoscută \| \| 0 \| 0% \| |              |  |    |        |
| Componența etnică conform recensământului din 2003 |              |  |    |        |
| |              |  |    |        |
| Muntenegreni | Muntenegreni |  | 54 | 75%    |
| Sârbi | Sârbi        |  | 14 | 19,44% |
| Iugoslavi | Iugoslavi    |  | 1  | 1,38%  |
| necunoscută | necunoscută  |  | 0  | 0%     |